# Zeuxine gengmanensis
Zeuxine gengmanensis là một loài thực vật có hoa trong họ Lan. Loài này được (K.Y.Lang) Ormerod mô tả khoa học đầu tiên năm 2002.